# Ulric I de Caríntia
Ulric I († 7 abril 1144) de la casa de Sponheim, fou duc de Caríntia i marcgravi de Verona (1135-1144)
Era el fill gran del duc Engelbert i d'Uta de Passau. Va rebre el seu nom pel seu poderós avi Engelbert I d'Ístria († 1096).
El 1135 es trobava a la dieta de Bamberg amb l'emperador Lotari III. Després que el seu pare va renunciar, l'emperador investir el fill amb el ducat de Caríntia. El 1136/1137 va viatjar a Itàlia amb l'emperador. A partir del 1138 va tenir disputes amb les grans famílies nobles de Caríntia, els arquebisbes de Salzburg i els bisbes de Bamberg.
Va morir el 1144 i està enterrat al monestir Rosazzo. El va succeir a Caríntia el seu fill Enric V de Sponheim i VII de Caríntia.

## Núpcies i descendents
Ulric estava casat amb Judit, suposada filla del marcgravi Herman II de Baden. Van tenir com a fills:
- Enric VII († 1161), duc de Caríntia
- Herman (II) († 1181), I duc de Caríntia
- Ulric († abans de 1161), comte de Laibach
- Godofreu († abans de 1144), monjo
- Pilgrim/Pelegrí († 1161), suposat patriarca d'Aquileia (1131/32-1161)